# Liste von Söhnen und Töchtern der Stadt Paramaribo
Die folgende Liste enthält in der Stadt Paramaribo geborene Persönlichkeiten, chronologisch aufgelistet nach dem Geburtsjahr. Die Liste erhebt keinen Anspruch auf Vollständigkeit.

## Bis 1900
- 1715: Elisabeth Samson († 1771), afro-surinamische Geschäftsfrau und Plantagenbesitzerin
- 1753: François Levaillant († 1824), französischer Naturwissenschaftler und Ornithologe
- 1837: Maria Heyde († 1917), Missionarin der Herrnhuter Brüdergemeine
- 1850: Herman Benjamins († 1933), Gründer des öffentlichen Schulwesens in Suriname
- 1869: Grace Schneiders-Howard († 1968), Sozialaktivistin und Politikerin
- 1872: Bernard Samuels († 1944), Musiker und Erfinder
- 1878: Thomas Edward Penard († 1936), surinamisch-US-amerikanischer Elektroingenieur und Ornithologe
- 1884: Paul Christiaan Flu († 1945), Tropenmediziner
- 1889: William Charles Aalsmeer († 1957), niederländischer Kardiologe
- 1898: Anton de Kom († 1945), Nationalist, Widerstandskämpfer und antikolonialer Autor

## 1901 bis 1950
- 1902: Maxi Linder († 1981), Prostituierte
- 1903: Albert Helman († 1996), niederländisch-surinamischer Schriftsteller
- 1906: Julius Caesar de Miranda († 1956), Politiker und Premierminister von Suriname
- 1907: Sophie Redmond († 1955), Ärztin
- 1910: Johan Ferrier († 2010), Gouverneur und 1. Staatspräsident von Suriname
- 1913: Bruce Low († 1990), niederländischer Schlager- und Gospelsänger
- 1915: Johan Victor Dahlberg († 1946), niederländischer Komponist
- 1916: Johan Adolf Pengel († 1970), Politiker und Premierminister von Suriname
- 1916: Henri Frans de Ziel († 1975), Pseudonym Trefossa, Dichter
- 1922: Jules Sedney, Politiker
- 1923: Eddy Snijders († 1990), Musiker und Komponist
- 1924: André Kamperveen († 1982), Politiker und Fußballspieler
- 1926: Fred Ramdat Misier († 2004), Jurist, Politiker und Staatspräsident von Suriname
- 1928: Theodor Gill († 2019), Bischof der Evangelischen Brüder-Unität
- 1933: Deryck J. H. Ferrier († 2022), Soziologe und Agrarökonom
- 1933: Aloysius Ferdinandus Zichem († 2016), römisch-katholischer Bischof von Paramaribo
- 1935: Stanley Brouwn († 2017), niederländischer Konzeptkünstler
- 1936: Henck A. E. Arron († 2000), erster Premierminister der Republik Suriname
- 1936: Cynthia McLeod, Schriftstellerin
- 1936: Ronald Venetiaan, Staatspräsident von Suriname
- 1940: Pim de la Parra († 2024), Filmregisseur
- 1941: Lygia Kraag-Keteldijk, Politikerin und Außenministerin
- 1941: Jules Albert Wijdenbosch, Premierminister und Staatspräsident von Suriname
- 1946: Lilian Gonçalves-Ho Kang You, surinamesisch-niederländische Juristin und Menschenrechtlerin
- 1947: Astrid Roemer, Lehrerin und Autorin
- 1948: Edgar Cairo, surinamisch-niederländischer Schriftsteller und Dichter

## 1951 bis 1975
- 1951: Ronald Snijders, niederländischer Jazzmusiker und Autor
- 1951: Eddy Veldman, niederländischer Jazzmusiker
- 1953: Jennifer Simons, Politikerin; seit 2010 Vorsitzende der Nationalversammlung
- 1954: Marlène Waal, Sängerin
- 1956: Denise Jannah, niederländische Jazz-Sängerin
- 1957: Kathleen Gertrud Ferrier, niederländische Politikerin
- 1960: Ruth Jacott, niederländische Sängerin
- 1961: Robert Ameerali, Politiker; von 2010 bis 2015 Vizepräsident von Suriname
- 1961: Kenny B, Sänger
- 1962: Henny Meijer, surinamisch-niederländischer Fußballspieler
- 1963: Stanley Menzo, niederländischer Fußballtorhüter-Nationalspieler und Trainer
- 1964: Nelli Cooman, niederländische Sprinterin
- 1964: Jerry de Jong, surinamisch-niederländischer Fußballspieler
- 1964: Letitia Vriesde, Mittelstreckenläuferin
- 1965: Fred Patrick († 1989), niederländisch-surinamischer Fußballspieler
- 1966: Henk Fraser, niederländischer Fußball-Nationalspieler
- 1966: Ernst-Paul Hasselbach († 2008), niederländischer Fernsehmoderator und TV-Producer
- 1967: Regilio Tuur, niederländischer Boxer
- 1967: Aron Winter, niederländischer Fußball-Nationalspieler
- 1968: Urmila Joella-Sewnundun, Diplomatin und ehemalige Ministerin
- 1968: John Veldman, niederländischer Fußball-Nationalspieler
- 1969: Regi Blinker, niederländischer Fußball-Nationalspieler und Herausgeber
- 1970: Dean Gorré, surinamisch-niederländischer Fußballspieler
- 1970: Marciano Vink, surinamisch-niederländischer Fußballspieler
- 1971: Maarten Atmodikoro, surinamisch-niederländischer Fußballspieler
- 1971: Ulrich van Gobbel, niederländischer Fußball-Nationalspieler
- 1972: Jimmy Floyd Hasselbaink, niederländischer Fußball-Nationalspieler
- 1973: Haïdy Aron, französische Hürdenläuferin
- 1973: Edgar Davids, niederländischer Fußball-Nationalspieler
- 1974: Samuel Koejoe, niederländischer Fußballspieler
- 1975: Mark de Vries, niederländischer Fußballspieler

## Ab 1976
- 1976: Remy Bonjasky, niederländischer Kampfsportler
- 1976: Purrel Fränkel, niederländischer Fußballspieler
- 1976: Melvin Manhoef, niederländischer Kampfsportler
- 1976: Maikel Renfurm, niederländischer Fußballspieler und Trainer
- 1976: Clarence Seedorf, niederländischer Fußball-Nationalspieler
- 1977: Clifton Sandvliet, Fußballspieler
- 1978: Chuckie, niederländischer DJ
- 1979: Sabrina Starke, niederländische Sängerin und Songwriterin
- 1980: Ashwin Adhin, Politiker; seit 2015 Vizepräsident von Suriname
- 1981: Julio Peralta, chilenischer Tennisspieler
- 1982: Andwelé Slory, niederländischer Fußball-Nationalspieler
- 1983: Romeo Castelen, niederländischer Fußball-Nationalspieler
- 1983: Edson Braafheid, niederländischer Fußball-Nationalspieler
- 1983: Guillano Grot, niederländischer Fußballspieler
- 1984: Sigourney Bandjar, niederländischer Fußballspieler
- 1984: Wensley Christoph, Fußballspieler
- 1984: Marvin Wijks († 2025), niederländischer Fußballspieler
- 1985: Anduele Pryor, niederländischer Fußballspieler
- 1985: Virgil Soeroredjo, Badmintonspieler
- 1985: Tyrone Spong, Kampfsportler
- 1985: Dwight Tiendalli, niederländischer Fußballspieler
- 1986: Nicandro Breeveld, niederländischer Fußballspieler
- 1986: Damaru, Reggae-Sänger und Rapper
- 1986: Lorenzo Davids, niederländischer Fußballspieler
- 1987: Leroy George, niederländischer Fußballspieler
- 1988: Giovanni Codrington, niederländischer Sprinter
- 1989: Dion Malone, niederländischer Fußballspieler
- 1989: Furhgill Zeldenrust, niederländischer Fußballspieler
- 1991: Kirsten Nieuwendam (* 1991), Sprinterin
- 1993: Jaïr Tjon En Fa, Radsportler
- 1997: Sören Opti, Badmintonspieler